# Die Zitrone

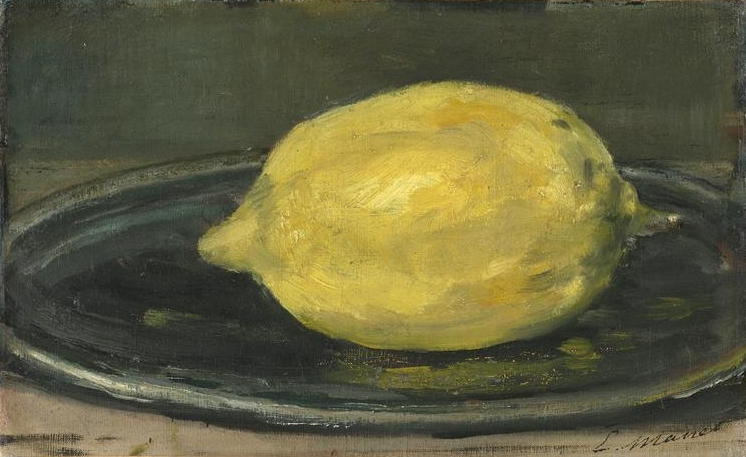
Die Zitrone
Édouard Manet, um 1880
14 × 22 cm
Öl auf Leinwand
Musée d’Orsay, Paris

Die Zitrone, auch Zitrone (französisch Le citron), ist ein um 1880 in Öl auf Leinwand gemaltes Stillleben von Édouard Manet. Es hat eine Höhe von 14 cm und eine Breite von 22 cm. Zu sehen ist eine einzelne Zitrone, die auf einem dunklen Teller liegt. Die Zitrone gehört zum Spätwerk Manets, in denen er einer Reihe von Stillleben im Malstil des Impressionismus schuf und dabei wiederholt einzelne Objekte als Bildmotiv wählte. Das Bild hat kein direktes Vorbild, steht jedoch in der Tradition der niederländischen und spanischen Malerei des Barock. Die Zitrone befindet sich in der Sammlung des Musée d’Orsay in Paris.

## Bildbeschreibung
Das kleinformatige Gemälde zeigt aus unmittelbarer Nähe eine Zitrone, die auf einem Teller liegt. Manet hat die Frucht von der Seite etwa in ihrer natürlichen Größe dargestellt. Die Spitzen der liegenden Zitrone zeigen zu den seitlichen Rändern. Sie befinden sich nicht ganz waagerecht auf gleicher Höhe – eine gedachte Verbindungslinie zwischen den Endpunkten steigt leicht von links nach rechts an. Die Farbe der Zitrone variiert in verschiedenen Gelbtönen. Die Kunsthistorikerin Françoise Cachin sieht darin eine „Harmone von Grau und Gelb“, ihr Kollege Hans Körner merkt hierzu an, „der Prunk, den sie entfaltet, liegt an der Oberfläche, liegt in den Nuancen des Zitronengelb“. Die Zitrone liegt auf einem Teller, der dunkelgrau metallisch wirkt. Der wulstige Tellerrand schimmert silbern; auf der glatten Tellerfläche wird das Gelb der Zitrone reflektiert. Manets Malerkollege Alfred Stevens bezeichnete ihn als „japanischen Teller“, die Kunsthistorikerin Carol Armstrong beschrieb ihn als Zinnteller. Er wird von den Seitenränder des Gemäldes beschnitten, unten reicht der Teller bis fast an den Bildrand. Der Untergrund, auf dem der Teller steht, nimmt etwa die unteren zwei Drittel des Bildes ein. Diese Fläche ist im vorderen Bildbereich hellbraun, nach hinten wird die Farbe dunkler. Einzelne dunkle Pinselstriche nahe dem unteren Bildrand könnten eine Holzmaserung andeuten. Als zugehöriges Möbelstück ist eine Tischplatte oder eine Arbeitsfläche aus Holz denkbar. Im oberen Bildteil gibt eine monochrome dunkelbraune Fläche den Hintergrund. Durch die Nahansicht des Objekts bleibt der räumliche Kontext unbestimmt. Es gibt keinerlei Hinweise, ob das Stillleben in einer Küche, einem Speisezimmer oder einem Restaurant angesiedelt ist. Eine Lichtquelle außerhalb des Bildes beleuchtet die Zitrone von vorn. Der Farbauftrag ist vor allem im Bereich der Zitrone teilweise pastos, einzelne Pinselstriche sind deutlich erkennbar. Dieser locker wirkende Pinselduktus entspricht dem typischen Malstil des Impressionismus. Das Gemälde ist unten rechts mit „E. Manet“ signiert. Diese Signatur hat Manets Frau Suzanne nach dem Tod des Malers hinzugefügt.

## Zitronen im Werk Manets
Stillleben umfassen rund ein Fünftel von Manets Gesamtwerk. Er selbst bezeichnete die Stilllebenmalerei als den „Prüfstein des Malers“. In den 1860er Jahren schuf er eine Reihe von Gemälden, deren Motive an die niederländische Malerei des 17. Jahrhunderts erinnern und in denen Zitronen Teil des Arrangements sind. Sie verweisen dabei meist auf ihren Ge- und Verbrauch, also auf die Vorbereitung, die Garnierung und das Verspeisen von Mahlzeiten. So zeigt Manet beispielsweise im Gemälde Austern (National Gallery of Art, Washington D.C.) ein Mahlzeitstillleben, zu dem neben den titelgebenden Meeresfrüchten eine in zwei Hälften geschnittene Zitrone gehört. Auch im Stillleben mit Austern und Fischen (Art Institute of Chicago) gibt es ein Arrangement aus unterschiedlichen Komponenten, das eine geschlossene Zitrone einschließt. Im Stillleben mit Lachs (Shelburne Museum) malte Manet neben einer geschlossenen Zitrone in einer Porzellanschale, eine halb geschälte Zitrone, deren Schale sich dekorativ auf der Tischdecke ringelt. Vergleichbare Bildkompositionen finden sich vor allem in der Haarlemer Barockmalerei, beispielsweise bei Willem Claesz. Heda. In dessen Gemälde Stillleben mit Römer und Uhr (Mauritshuis, Den Haag) finden sich Details wie die geringelte Zitronenschale, die später wiederholt in Manets Werk erscheint. Heda präsentiert in diesem Stillleben die Frucht auf einem Teller, der dem in Manets Gemälde Die Zitrone gleicht. Während die holländische Malerei des 17. Jahrhunderts meist das Thema Vergänglichkeit illustrierten, ist für Manet eine solche Absicht nicht bekannt. Zwar können seine Stillleben auch als Vanitas-Motive gelesen werden, aber ebenso ist es möglich, dass er seine Bildmotive lediglich aus dekorativen Gründen gewählt hat.

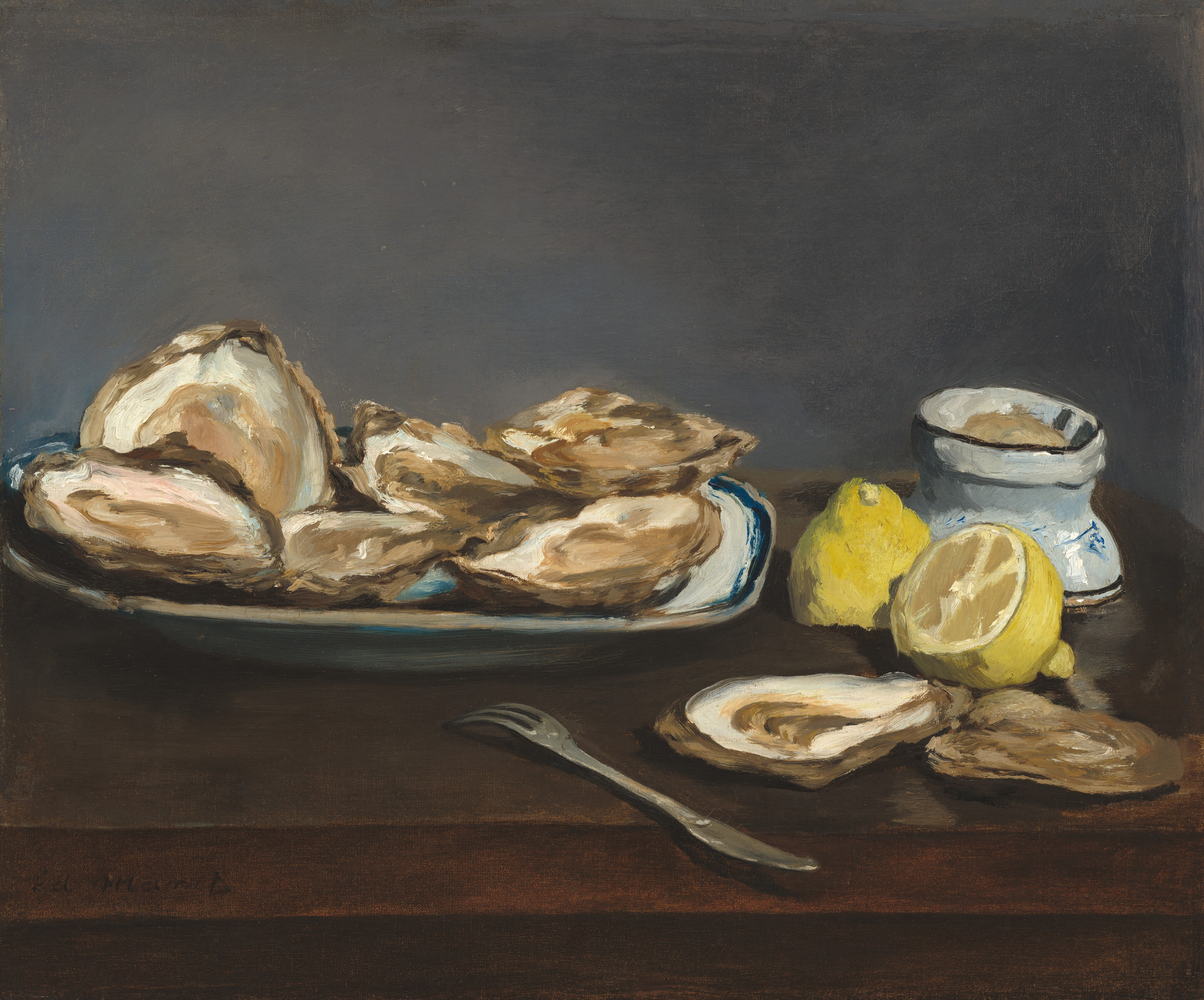
Édouard Manet: Austern
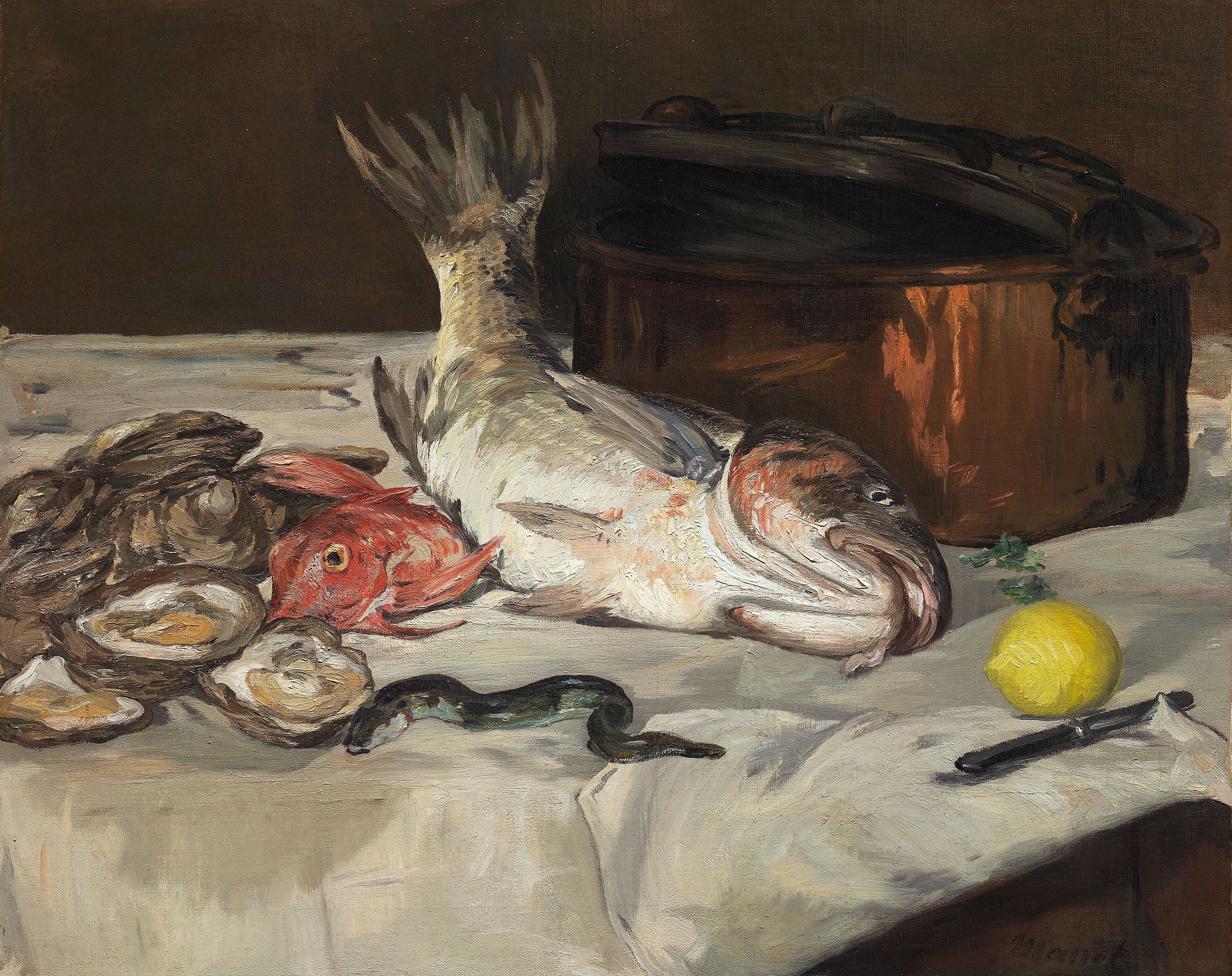
Édouard Manet: Stillleben mit Austern und Fischen
Édouard Manet: Stillleben mit Lachs
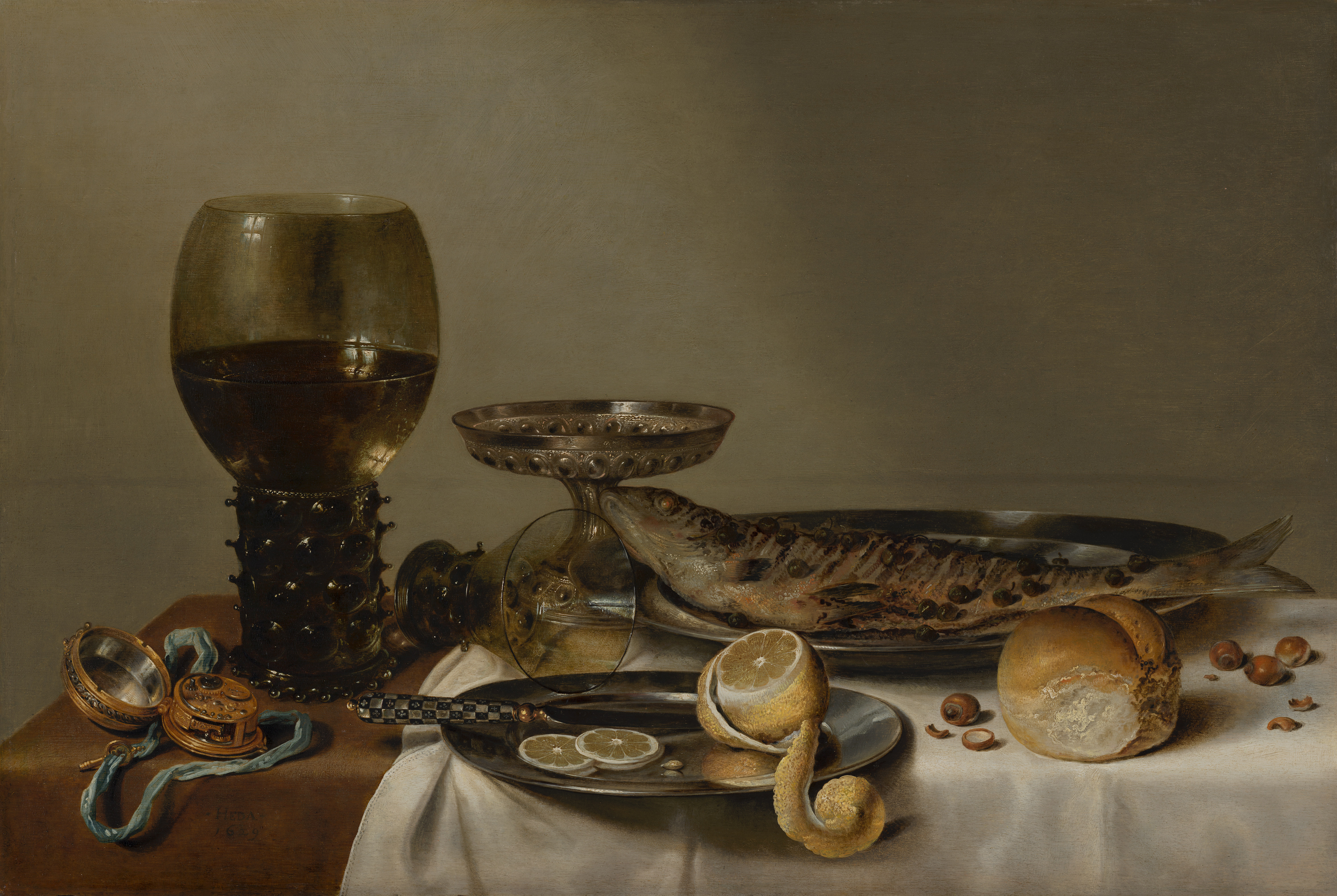
Willem Claesz. Heda: Stillleben mit Römer und Uhr

Stillleben mit Zitronen sind zudem Bestandteil von einigen Personenporträts, die Manet in den 1860er Jahren schuf. So drapierte er im Bildnis des Dichters Zacharie Astruc (Kunsthalle Bremen) neben dem sitzenden Zacharie Astruc ein Stillleben auf einem Tisch. Es besteht aus gestapelten Büchern und einem Tablett mit Glas, Messer und Zitrone. Die Frucht ist hierbei wie bei den niederländischen Vorbildern halb geschält und die Schale ist dekorativ in Szene gesetzt. Solch eine halb geöffnete Zitrone mit ringelnder Schale findet sich ebenso im Gemälde Die Dame mit dem Papagei (Metropolitan Museum of Art, New York). Hier liegt die Frucht am Fuß eines hölzernen Papageien-Freisitzes, ohne dass deutlich wird, warum die Zitrone hier ihren Platz gefunden hat. Eine geschlossene Zitrone zeigt Manet im Bildnis Théodore Duret (Musée des Beaux-Arts de la Ville de Paris). Die Zitrone gehört in diesem Bild zu einem Stillleben, das Manet neben dem Schriftsteller Théodore Duret auf einem Hocker platzierte. Auf einem Tablett stehen eine Karaffe und ein Wasserglas, dazwischen liegt ein Messer. Die geschlossene Zitrone hat Manet auf das Wasserglas gelegt; das bereitliegende Messer ist geeignet, die Zitrone jederzeit zu öffnen. Manets Darstellung von Duret verweist auf spanische Einflüsse. Beide hatten sich 1865 in Madrid kennengelernt und die beigefügte Zitrone kann als Symbol für Spanien gelesen werden. Für das Porträt finden sich Vorbilder in Bildnissen des spanischen Malers Francisco de Goya und für Zitronen gibt es verschiedene Beispiele in der spanischen Stilllebenmalerei des Barock. So zeigt Francisco de Zurbarán im Gemälde Teller mit Zitronen, Korb mit Orangen und Tasse mit Rose (Norton Simon Museum, Pasadena) mehrere Zitronen auf einem silbernen Teller. Sein Stillleben erscheint deutlich strenger als viele der üppigen niederländischen Bilder des 17. Jahrhunderts und ist in der Darstellung ähnlich dem später entstandenen Gemälde Die Zitrone von Manet.

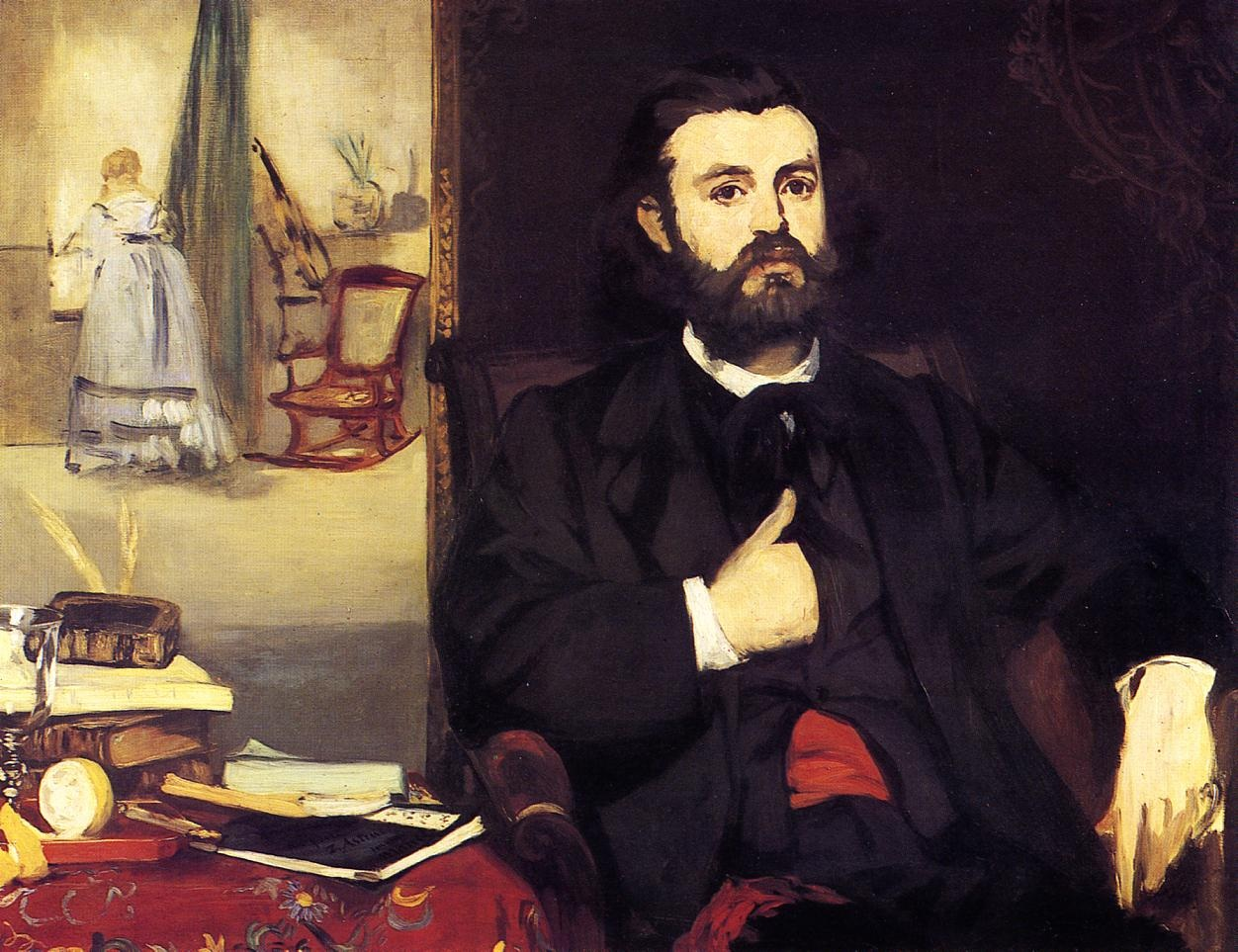
Édouard Manet: Bildnis Zacharie Astruc
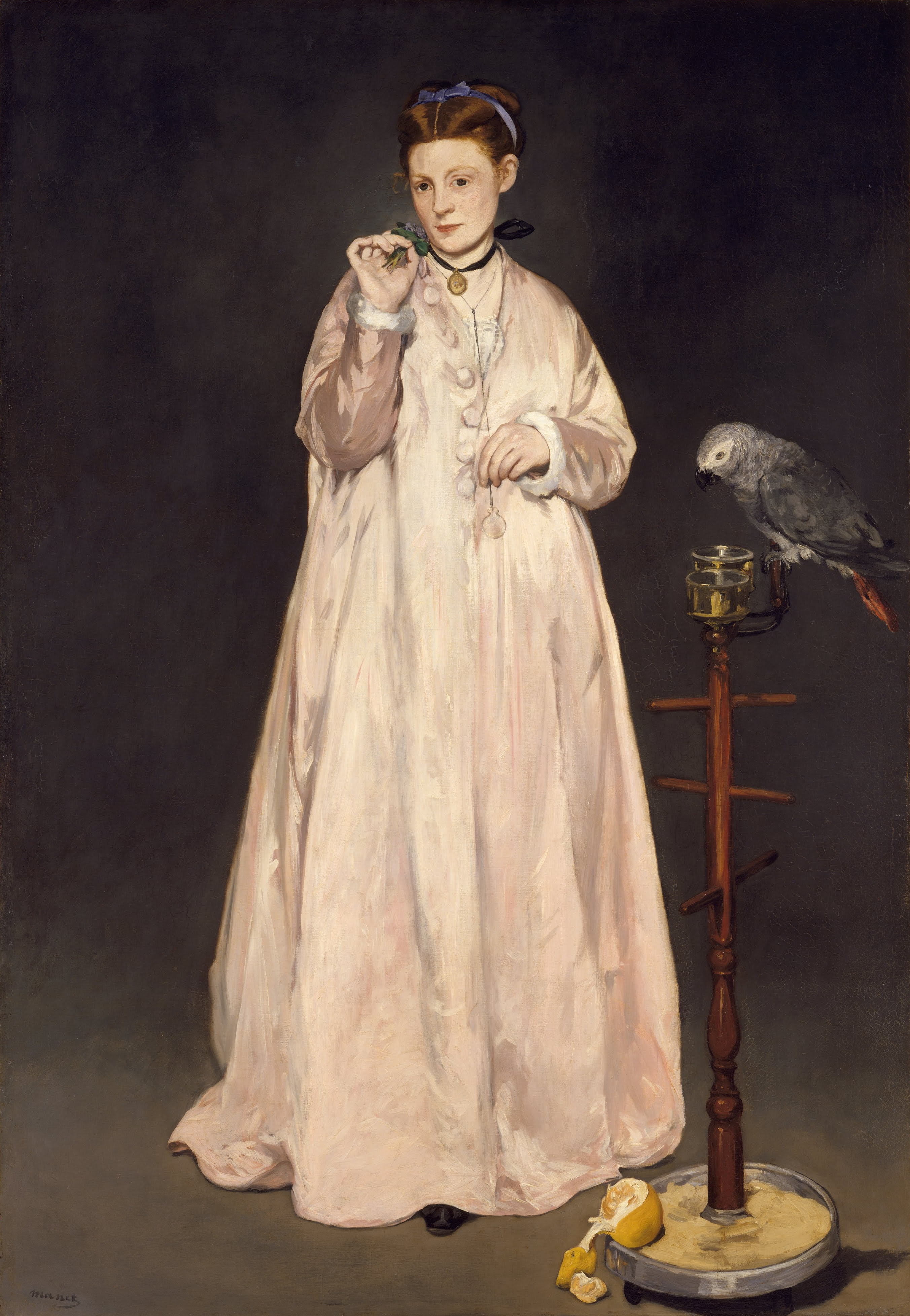
Édouard Manet: Die Dame mit dem Papagei
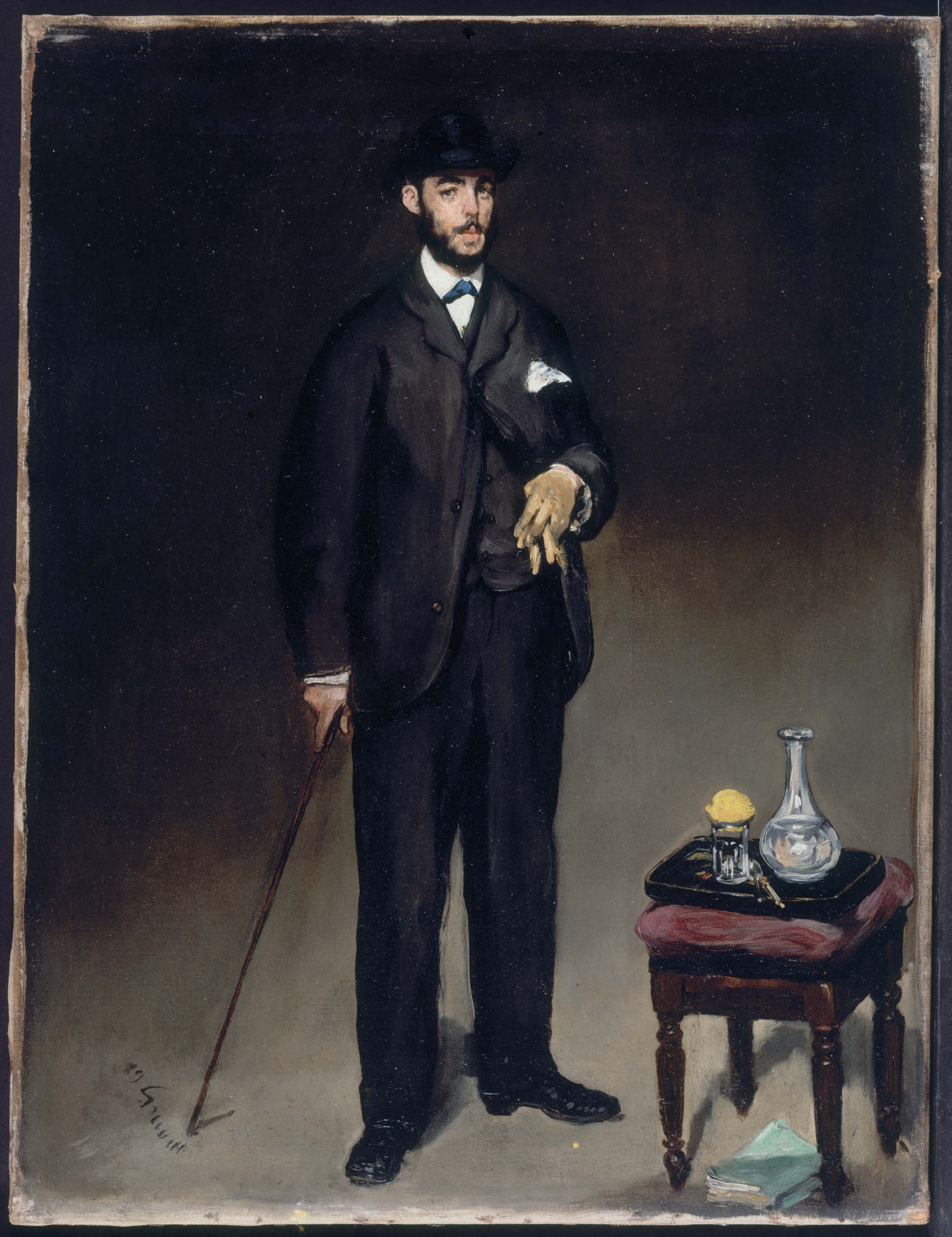
Édouard Manet: Bildnis Théodore Duret
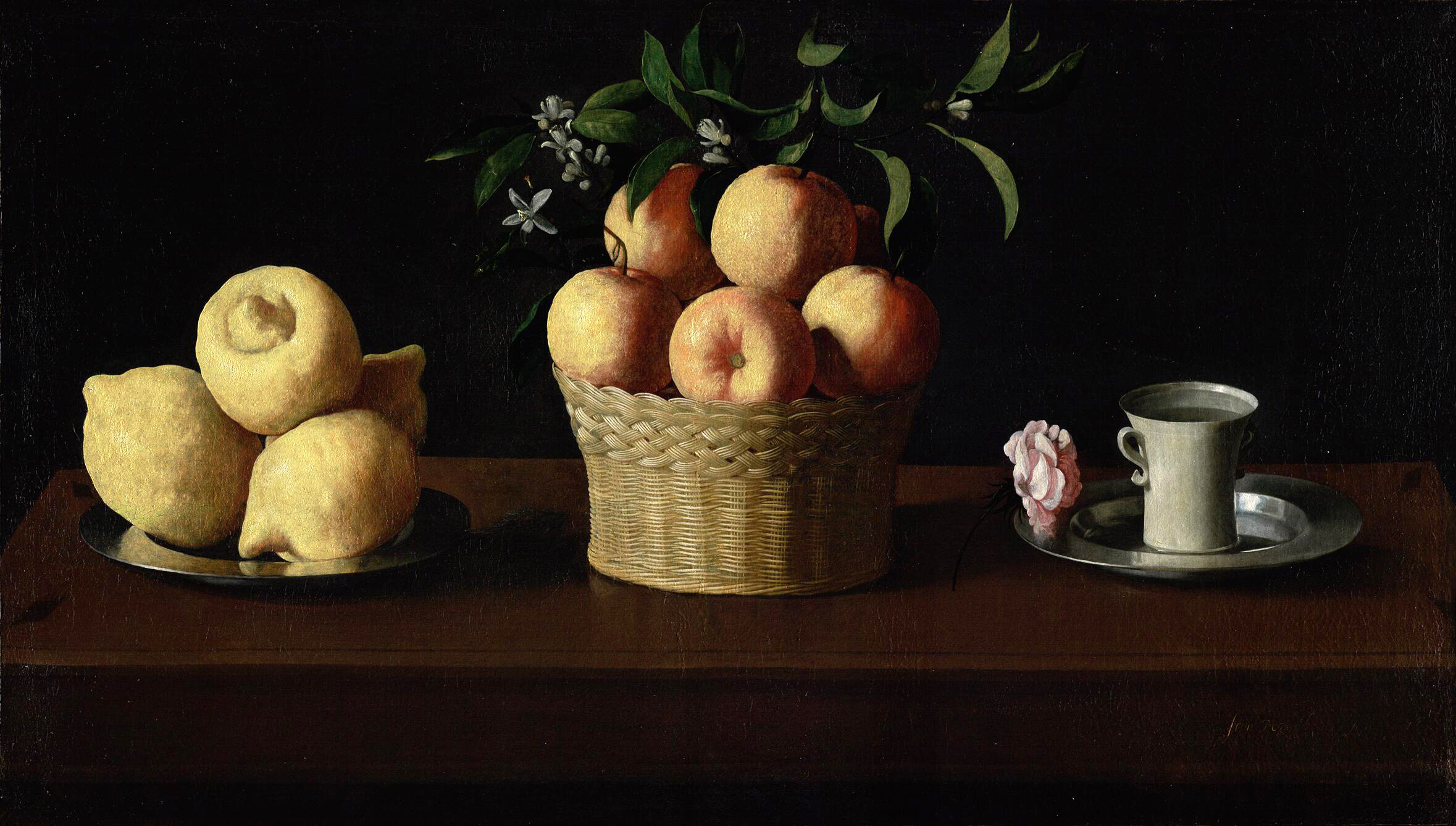
Francisco de Zurbarán: Teller mit Zitronen, Korb mit Orangen und Tasse mit Rose

In seinen letzten Lebensjahren malte Manet eine Reihe von Stillleben, die sich deutlich von seinen Werken des 1860er Jahre unterscheiden. Er schuf keine großformatigen Arrangements mehr, sondern konzentrierte auf wenige oder einzelne Objekte. So entstanden eine Reihe von Blumenstillleben, aber auch Bilder mit einer einzelnen Birne, einer Melone, einem Apfel, einer Spargelstange oder das Gemälde Die Zitrone. Die Kunsthistorikerin Carol Armstrong wies darauf hin, dass der Zitrone im Gemälde jeglicher Kontext fehle. Die Frucht sei daher erkennbar nicht für den Verzehr gedacht, sondern diene nur der Betrachtung, wie Stillleben an sich nur für diesen Zweck geschaffen wurden. Für George Mauner ist die Einfachheit der Darstellung des Motivs ein Zeichen für Manets Raffinesse.

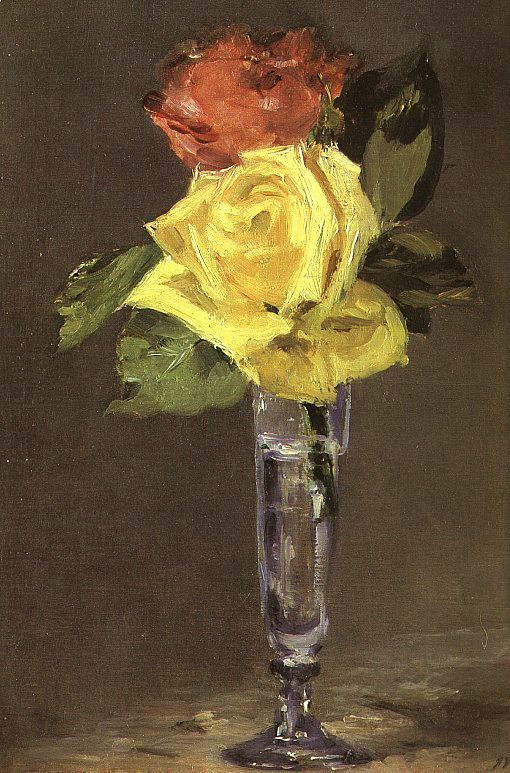
Édouard Manet: Rosen in einem Champagnerglas
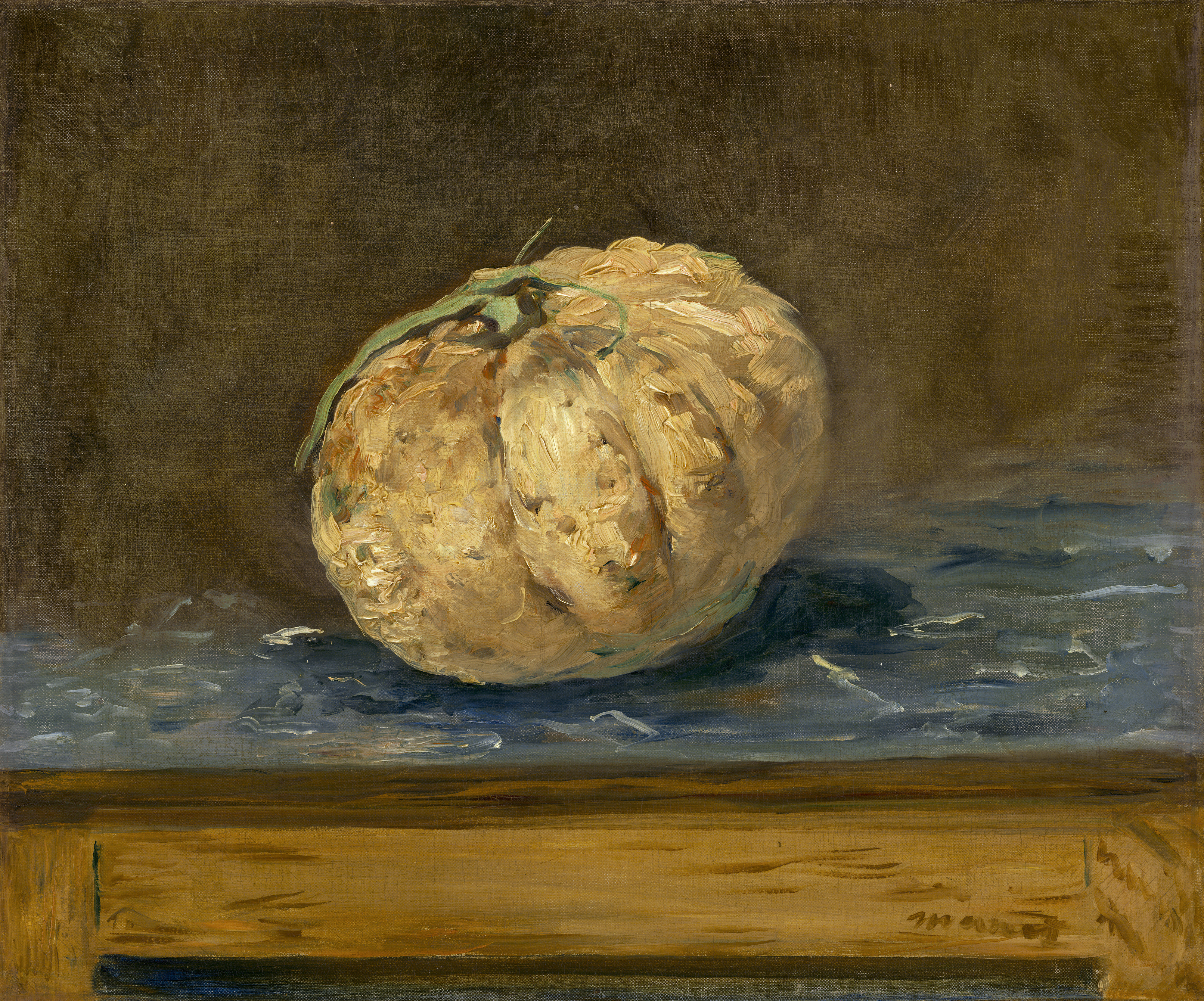
Édouard Manet: Die Melone
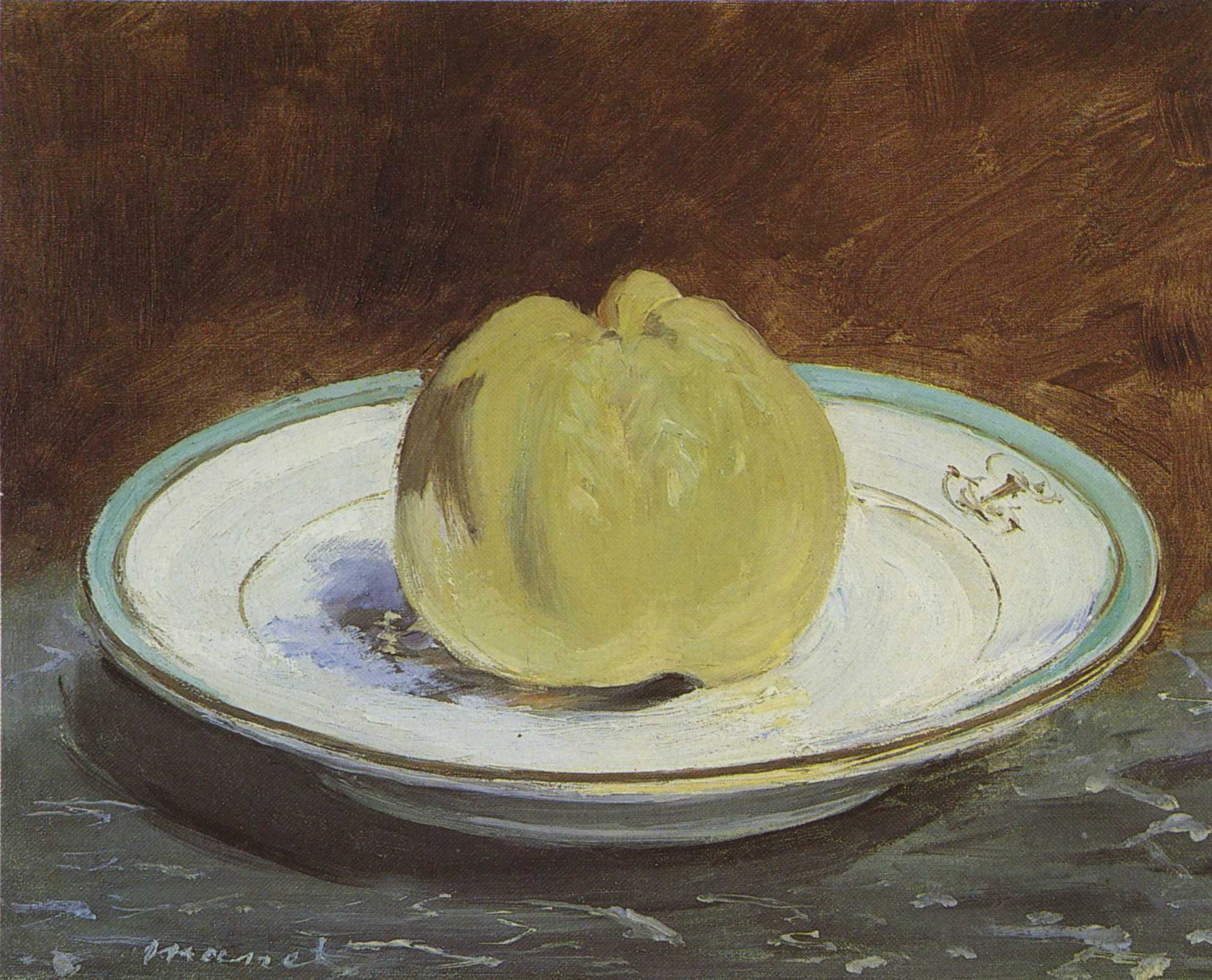
Édouard Manet: Apfel auf einem Teller
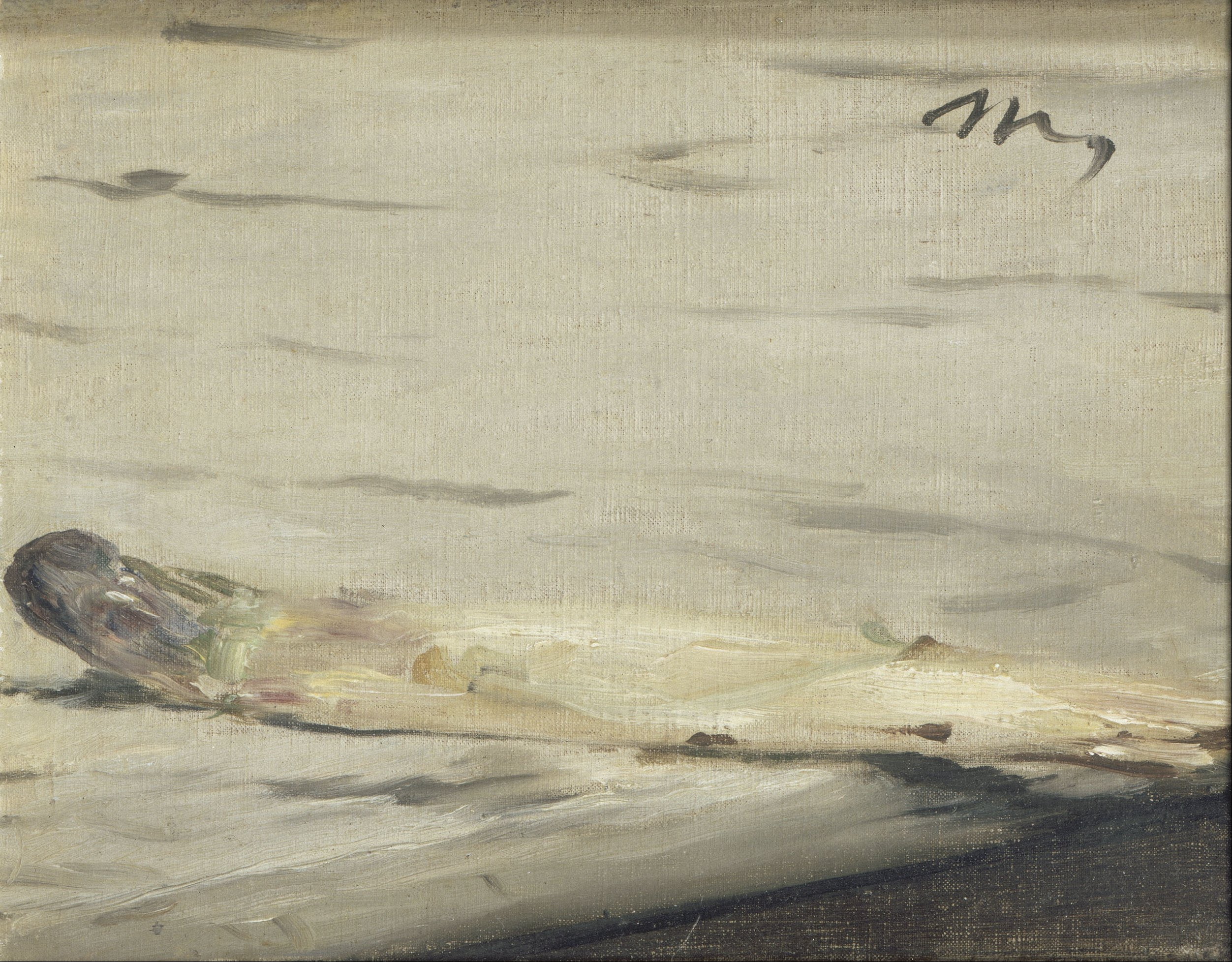
Édouard Manet: Der Spargel

## Rezeption
Manets Gemälde Die Zitrone fand unter seinen Zeitgenossen keine direkte malerische Rezeption. Dennoch gehen Kunsthistoriker wie Ina Conzen davon aus, dass Stillleben wie Die Zitrone Manets Künstlerkollegen „in hohem Maße“ beeindruckte. Inwieweit beispielsweise Vincent van Gogh Manets Gemälde Die Zitrone bekannt war, ist nicht nachweisbar. Van Goghs 1887 entstandenes Gemälde Stillleben mit Zitronen auf einem Teller (Van Gogh Museum, Amsterdam) zeigt zwar wie bei Manet Zitronen ohne jeden Zierrat auf einem schlichten Teller, aber seine Früchte sind in ihrer Anordnung mehr arrangiert und durch die im Bild wiedergegebenen Tischkanten entsteht ein räumlicher Eindruck, der bei Manet fehlt. Der Ausspruch von Paul Cézanne, er könne mit einem Apfel Paris in erstaunen versetzen, ist nach Conzen „wohl ohne Manet nicht zu denken“. In Cézannes Stillleben findet sich zwar gelegentlich eine Zitrone, diese jedoch stets als Teil einer komplexeren Komposition. Beispielsweise platzierte er im etwa 1890 entstandenen Gemälde Stillleben mit Äpfeln (Eremitage, Sankt Petersburg) eine einzelne Zitrone neben anderen Früchten auf einen Tisch. Zwar wirken seine Früchte durch die Malweise vergleichsweise schlicht, der Bildaufbau hingegen orientiert sich an traditionelle Stillleben. Wesentlich reduzierter ist das Gemälde Drei Zitronen (Privatsammlung) von Manets Malerkollegen Pierre-Auguste Renoir aus dem Jahr 1918. Hier ist selbst der Teller, auf dem die Zitronen liegen, nur durch wenige Pinselstriche angedeutet und wie bei Manet fehlt ein Hinweis auf den räumlichen Kontext. Durch die Komposition von drei Früchten ergibt sich allerdings eine Beziehung der Früchte zueinander, die bei Manets einzelner Zitrone – das Bild befand sich inzwischen im Louvre – naturgemäß fehlt.

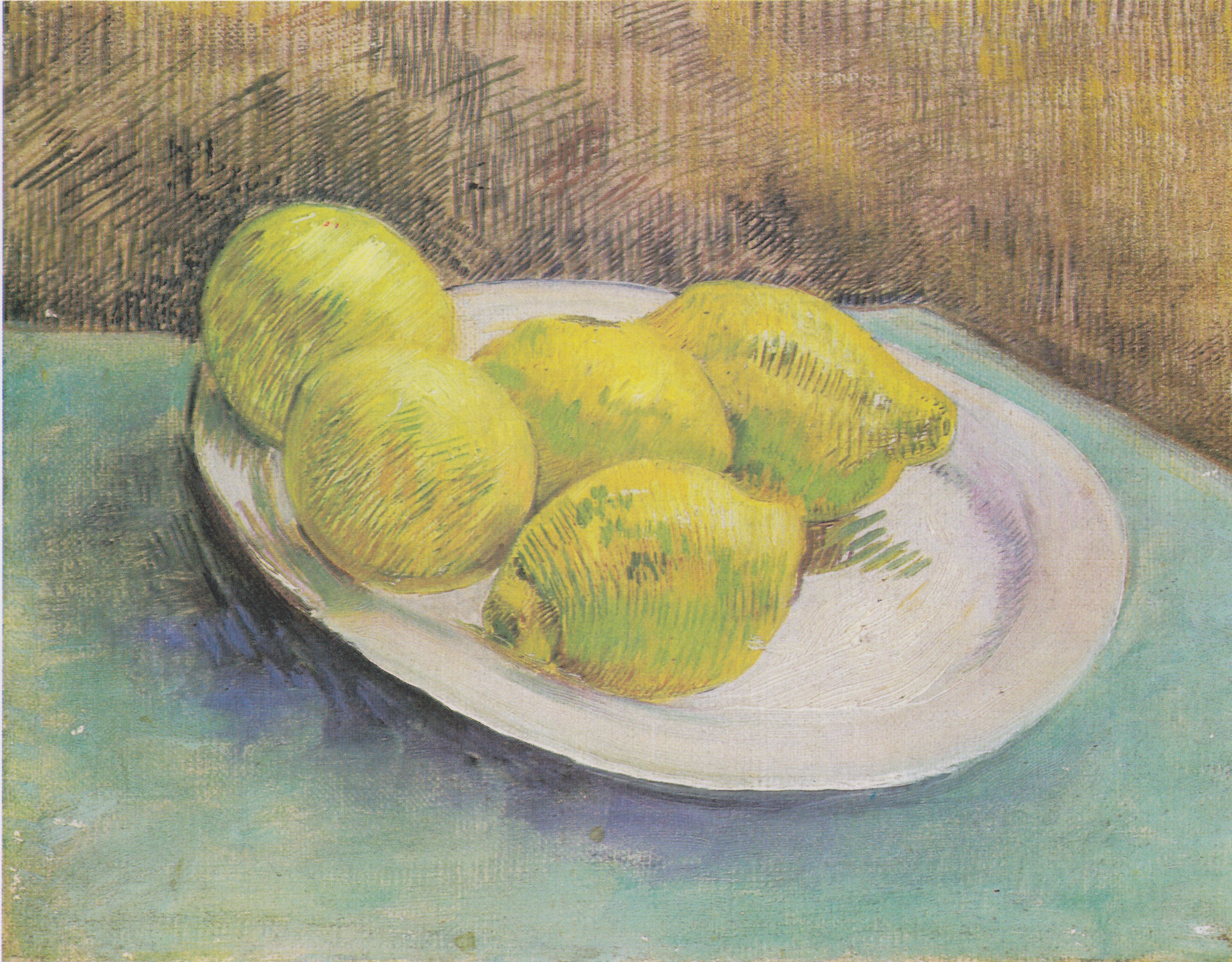
Vincent van Gogh: Stillleben mit Zitronen auf einem Teller, 1887, Van Gogh Museum, Amsterdam
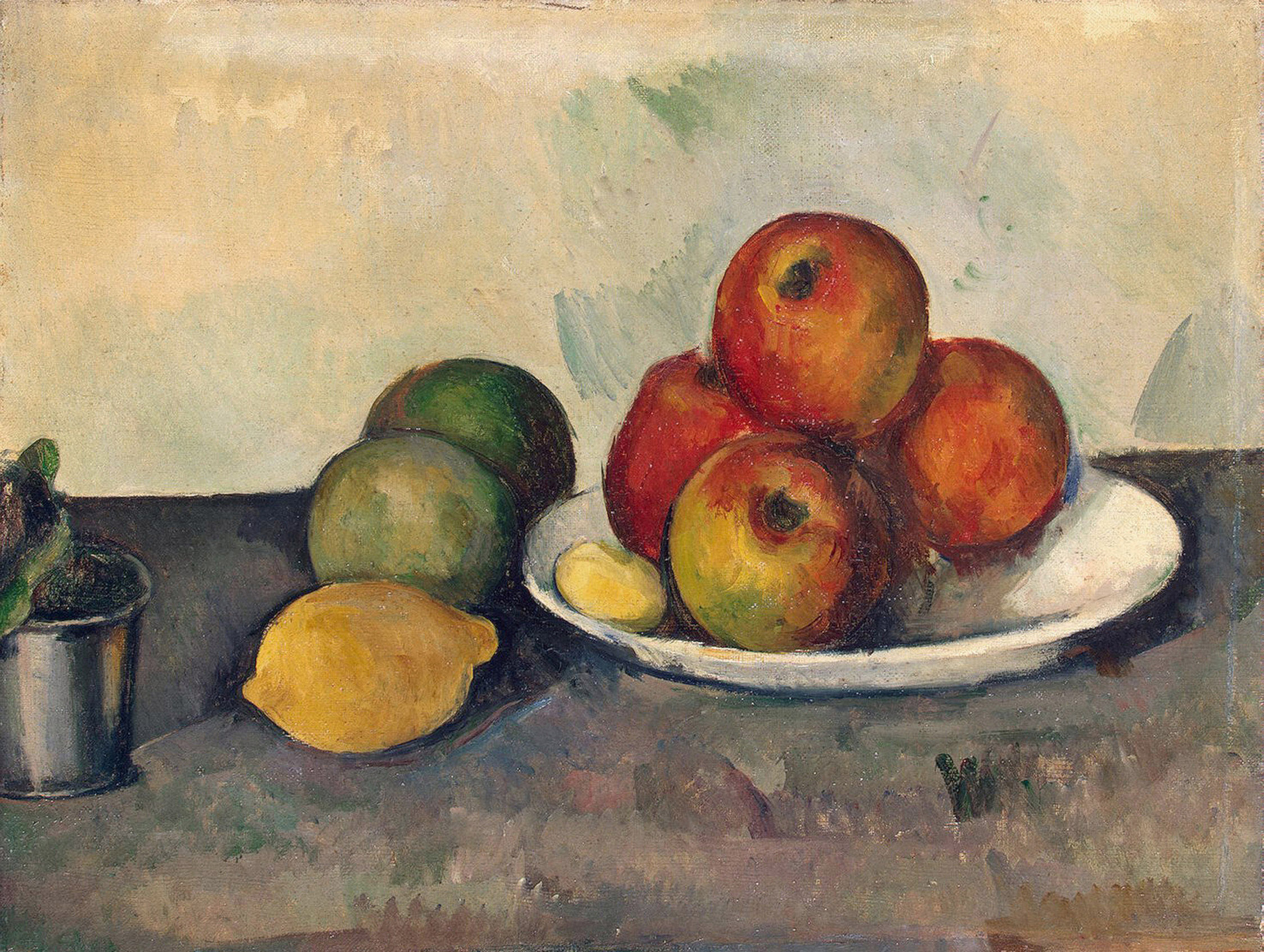
Paul Cézanne: Stillleben mit Äpfeln, um 1890, Eremitage, St. Petersburg
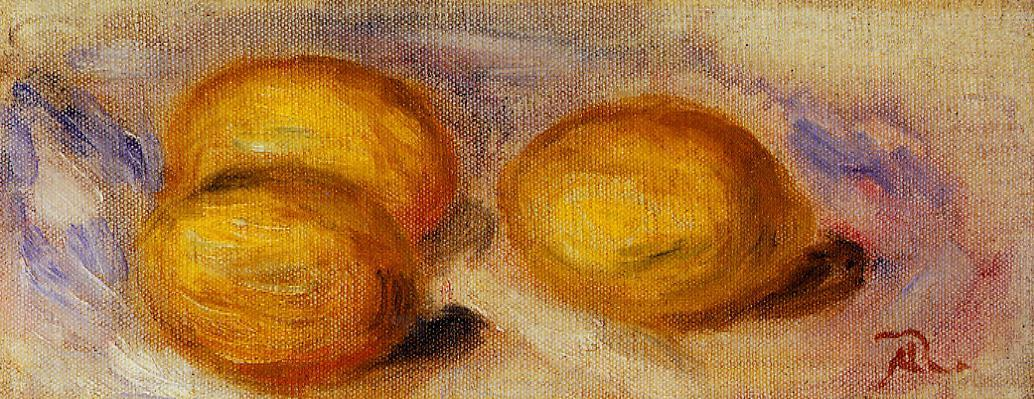
Pierre-Auguste Renoir: Drei Zitronen, 1918, Privatsammlung

Auch die Künstler der Klassischen Moderne widmeten sich wiederholt der Stilllebenmalerei und fanden hierbei an der Darstellung von Zitronen gefallen. Thematisch mit Manets Zitrone verwandt ist beispielsweise das Bild Zitronen auf einem Zinnteller (Art Institute of Chicago) von Henri Matisse. Wie Renoir könnte Matisse das Manets Gemälde im Louvre gesehen haben, aber ob es die Künstler zu ihrem Bild inspiriert hat, ist nicht belegt. Auch wenn der Zinnteller bei Matisse an jenen von Manet erinnert, unterscheidet sich seine Darstellung der Südfrüchte von denen Manets. Matisse zeigt in seinem Zitronenmotiv von 1926/1929 die Früchte mit Blattgrün garniert auf einem sehr viel größere wirkenden Teller. Zur Gesamtkomposition gehört zudem ein erkennbarer Tisch als Stellfläche und ein ornamentreich verzierter Hintergrund. Die räumliche Situation bleibt zwar bei Matisse undeutlich, reicht aber weit über die einfache Darstellung von Manets Zitrone hinaus.
Direkten Bezug auf Manets Gemälde Die Zitrone nahm 2011 der brasilianische Künstler Vik Muniz. Sein Digitalprint The Lemon, after Edouard Manet (Pictures of Magazines 2) übernimmt nicht nur das Motiv Manets, sondern gibt bereits im Titel den Hinweis auf das Vorbild. Der Bildzusatz Pictures of Magazines (deutsch: Bilder aus Illustrierten) gibt hierbei einen Hinweis, dass es sich bei dem Werk nicht um ein gemaltes Bild handelt. Vielmehr hat Muniz eine Collage aus sehr vielen Bildern beziehungsweise Bildschnipseln erstellt, die er am Computer zusammengesetzt hat, wodurch der Eindruck eines gemalten Bildes beim Betrachter entstehen kann.

## Provenienz
Das Gemälde Die Zitrone befand sich bis zum Tode des Malers in dessen Besitz. Es wird angenommen, dass seine Witwe Suzanne Manet das Bild Antonin Proust, einen Freund Manets, schenkte. Dies würde auch die nachträglich von ihr hinzugefügte Signatur im Gemälde erklären. Über den Kunsthändler Félix Gérard kam das Werk im März 1905 zur Versteigerung im Auktionshaus Hôtel Drouot, wo es ein Sammler namens Leclercq erwarb. Kurze Zeit später gelangte es in die Sammlung des Bankiers Isaac de Camondo, der dieses Bild zusammen mit seiner umfangreichen Kunstsammlung, zu der mehrere bedeutende Werke Manets gehörten, den staatlichen französischen Museen (Musées nationaux) vermachte. Seit 1911 gehörte das Bild zur Sammlung des Louvre, wo es 1914 erstmals ausgestellt wurde. Nachdem es ab 1947 in der Galerie du Jeu de Paume gezeigt wurde, ist es seit der Eröffnung des Musée d’Orsay 1986 Teil der Sammlung des Museums.